# One Fine Day (groupe)
Pour les articles homonymes, voir One Fine Day.
One Fine Day est un groupe allemand de rock, originaire d'Itzehoe, en Schleswig-Holstein, actif entre 1997 et 2012.

## Histoire
Le groupe est formé dès 1997 par Marten Pulmer, Hendrik Burkhard et Marco Köhrsen (à cette époque, à la batterie : Sascha Niemann et à la deuxième guitare : Torben Petrovic). En 1999, One Fine Day se sépare de Torben Petrovic et Alexander Blazek rejoint le groupe. Sascha Niemann quitte le groupe en 2003, et Roman Rossbach, qui jouait de la batterie le rejoint. Il passe à la guitare solo lorsque Erik-Mac Essig rejoint le groupe comme nouveau batteur. One Fine Day joue dans la même formation depuis 2004 jusqu'en 2012.
Le premier album All Connected est enregistré en 1998. Les années suivantes, les EP What We Share et Halfway to Destiny sont enregistrés, jusqu'à ce que l'album How to Decide soit enregistré à Kiel en 2002 avec Ulf Nagel comme producteur.
En 2004, One Fine Day s'impose dans toute l'Allemagne face à plus de 5 000 groupes candidats au John Lennon Talent Award, et se classe parmi les dix derniers. Cela attire l'attention du label discographique berlinois Rockhit Records. La même année, ils effectuent leur première tournée en Allemagne avec les Brainless Wankers et sortent l'album Faster than the World chez Rockhit Records fin 2004,. S'ensuivent de nombreux concerts, festivals et petites tournées à travers l'Allemagne.
Henning Wehland de H-Blockx et Anne Kalstrup des Pinboys sont invités à chanter sur l'album Damn Right, sorti en 2006. Cet album est produit par Jan-Dirk Poggemann, le bassiste des Donots. Trois singles sont extraits de cet album : Damn Right, Burn (feat. Henning Wehland) et Goodbye Reality. Fin 2006, ils soutiennent, avec Dopamine, le groupe Zebrahead lors de sa tournée allemande.
En janvier 2007, le groupe effectue une tournée en Allemagne et, en été, il se produit dans toute l'Allemagne lors de différents festivals, notamment Rock am Ring, Rock im Park et le Hurricane Festival. De plus, en mars 2007, le groupe fait trois showcases au plus grand salon SXSW à Austin, Texas, et depuis le 20 juin 2007, l'album Damn Right est également disponible dans les magasins en format CD au Japon via Columbia Music Entertainment. En juin 2007 également, le groupe se rend au Japon pour quelques concerts et apparitions promotionnelles. En octobre 2007, One Fine Day participe à la deuxième partie de leur tournée Damn Right et en novembre 2007, ils soutient les H-Blockx lors de leur tournée. Durant l'été 2008, le groupe participe à quelques festivals (notamment le With Full Force, la Kieler Woche et le Welt-Astra-Tag).
Depuis le début de l'année 2008, les Hambourgeois travaillaient sur leur album One Fine Day, qui sort le 20 mars 2009 chez Ferryhouse/Warner, un label de Hambourg. Le premier single extrait s'intitule Emily. En janvier et février 2009, One Fine Day joue en première partie des Subways lors de leur tournée allemande.
Les 9 et 10 juin 2009, ils apparaissent dans le soap opera de RTL Gute Zeiten, schlechte Zeiten, où ils présentent, entre autres, leur nouveau single Miracle, Are You Ready ? En mai 2009, One Fine Day participe à la première partie de la tournée Emily Value Tour, au cours de laquelle les Pinboys font la première partie. De nombreux festivals suivent en Allemagne et en Autriche, notamment au Southside Festival et au Two Days a Week. Fin 2009, Roman Rossbach quitte le groupe. En octobre et novembre 2009, la deuxième partie de la tournée Emily Value Tour suit. De décembre 2009 à avril 2010, le groupe travaille à Kiel et Stockholm avec le producteur suédois Pelle Gunnerfeldt sur leur sixième album The Element Rebellion, qui sort chez Ferryhouse/Warner le 1er octobre 2010,
En automne 2010, ils font une tournée avec Royal Republic en première partie des Donots et début 2011, ils font leur propre The Element Rebellion Tour. Début juin 2011, le groupe annonce sa dissolution dans un message vidéo à l'issue d'un dernier concert le 2 octobre 2011 à Hambourg.

## Discographie

### Albums et EP
- 1998 : All Connected
- 1999 : …What We Share (EP)
- 2001 : Halfway to Destiny (EP)
- 2002 : How to Decide
- 2004 : Faster than the World
- 2005 : Damn Right
- 2009 : One Fine Day
- 2010 : The Element Rebellion

### Singles
- Damn Right (Damn Right)
- Burn (feat. Henning Wehland) (Damn Right)
- Goodbye Reality (Damn Right)
- Jimmy’s Day (One Fine Day, 2009)
- Emily (One Fine Day, 2009) (100e place des charts allemands[9])
- Miracle, Are You Ready? (One Fine Day, 2009)
- My Heart Is on Fire (The Element Rebellion, 2010)[10]
- Feel Again (The Element Rebellion, 2010)
- Eat Your Lies (One Fine Day, 2009)